# Hypselocrinus
Hypselocrinus Kirk, 1942 è un genere estinto di echinodermi, appartenente ai crinoidi. Visse nel Carbonifero inferiore (Mississippiano, circa 340 milioni di anni fa) e i suoi resti fossili sono stati ritrovati in Nordamerica.

## Descrizione
Questo crinoide possedeva un calice più alto che largo, al quale facevano da corona delle braccia molto allungate e sottili. Il calice era formato da piastre infrabasali piuttosto lunghe, da piastre basali e radiali larghe e di forma poligonale. Il peduncolo possedeva una sezione circolare. Come tutti i suoi stretti parenti (Scytalocrinidae), anche Hypselocrinus possedeva una corona di braccia per la maggior parte uniseriate, alta e snella, e un calice a forma conica.

## Classificazione
Hypselocrinus venne descritto per la prima volta nel 1942 da Kirk. Successivamente altre specie di Hypselocrinus sono state ritrovate anche in altri stati americani (Illinois, Indiana). Hypselocrinus fa parte degli Scytalocrinidae, una famiglia di crinoidi inadunati i cui rappresentanti furono molto diffusi in Nordamerica dalla metà del Paleozoico fino alla fine del Permiano. Tra le varie specie di Hypselocrinus, da ricordare H. superus, H. cavus (due specie rinvenute in Utah), H. defendus e H. hoveyi.

## Paleobiologia
Un esemplare molto giovane di Hypselocrinus hoveyi ritrovato in Indiana ha permesso di esaminare il pattern di crescita dei crinoidi cladidi del Carbonifero. L'esemplare, completo di braccia e di parte dello stelo, possedeva una coppa aborale alta circa 4 millimetri. Contrariamente ad altri crinoidi, Hypselocrinus cresceva con una combinazione di allometria e di isometria. Differenti piastre della coppa aborale crescevano con una combinazione di modi di crescita, e le braccia seguivano una crescita allometrica con relativi cambi di forma non strettamente allometrici .